# جين هيون كيم
جين هيون كيم (بالكورية: 김진현)‏ (و. 1987  م) هو لاعب كرة قدم، من كوريا الجنوبية، ولد في سوون، شارك في كأس آسيا 2015، وكأس العالم لكرة القدم 2018، يلعب كحارس مرمى.

## التعليم
تعلم في جامعة دونكوك.

## روابط خارجية
- جين هيون كيم على موقع الاتحاد الدولي (مؤرشف)  (الإنجليزية)
- جين هيون كيم على موقع رابطة كرة القدم اليابانية للمحترفين (اليابانية)
- جين هيون كيم على موقع إي إس بي إن إف سي (الإنجليزية)
- جين هيون كيم على موقع قاعدة بيانات كرة القدم.إي يو (الإنجليزية)
- جين هيون كيم على موقع ناشيونال فوتبول تيمز (الإنجليزية)
- جين هيون كيم على موقع Soccerbase.com (لاعب) (الإنجليزية)
- جين هيون كيم على موقع Soccerway.com (الإنجليزية)
- جين هيون كيم على موقع عالم كرة القدم.نت (الإنجليزية)
- جين هيون كيم على موقع AS.com (الإسبانية)